# Radańska
Radańska – wieś kociewska w Polsce położona w województwie kujawsko-pomorskim, w powiecie świeckim, w gminie Osie na obrzeżu Wdeckiego Parku Krajobrazowego.
W latach 1975–1998 miejscowość administracyjnie należała do województwa bydgoskiego.
W latach 1944–1945 w obrębie gminy miały miejsce egzekucje Polaków. We wsi zamordowano 12 mieszkańców podejrzanych o udzielanie pomocy partyzantom.
We wsi rosną następujące pomniki przyrody:
- jarząb brekinia o obwodzie 165 cm przy drodze na Starą Rzekę[5]
- lipa drobnolistna o obwodzie 362 cm[6]
- świerk pospolity o obwodzie 220 cm[7]